# Little Grimsby
Little Grimsby är en by i civil parish Brackenborough with Little Grimsby, i distriktet East Lindsey, i grevskapet Lincolnshire, i England. Byn är belägen 4 km från Louth. Little Grimsby var en civil parish fram till 1987 när blev den en del av Brackenborough with Little Grimsby. Civil parish hade 44 invånare år 1961. Byn nämndes i Domedagsboken (Domesday Book) år 1086, och kallades då Grimesby.